# Gene Roddenberry
Eugene Wesley Roddenberry (El Paso, Texas, 1921. augusztus 19. – Santa Monica, Kalifornia, 1991. október 24.) amerikai forgatókönyvíró, producer és futurológus volt. Leghíresebb alkotása a Star Trek című science fiction sorozat. Az elsők között volt, akiket a világűrben temettek el.
Kezdetben jogi pályára szeretett volna lépni, de végül a repülés mellett döntött. A második világháborúban vadászrepülő-pilótaként harcolt, majd a háború befejeztével a Pan Am légitársaságnál dolgozott. Miután 1949-ben egyik útján gépe lezuhant és az utasok nagy része szörnyethalt, Roddenberry otthagyta munkáját és rendőrnek állt Los Angelesben.
Rendőri karrierje alatt kezdett írással foglalkozni, majd néhány év elteltével felmondott a rendőrségen s teljes munkaidőben kezdett televíziós sorozatokba írni történeteket. Első fontosabb munkája a Have Gun, Will Travel című westernsorozat volt, melynek ő volt az egyik vezető írója.

## Gyermek- és ifjúkora
Apja Eugene Edward Roddenberry rendőr, anyja Caroline „Glen” Golemon Roddenberry. Los Angelesben nőtt fel, a Berendo általános iskolába (Berendo Junior High School, ma Middle School), majd a Franklin középiskolába (Franklin High School) járt. Ezután rendőrképzést kapott a Los Angeles City College-ban. Később tanult a Columbia Egyetemen, a Miami Egyetemen és a Dél-kaliforniai Egyetemen, de nem végezte el az egyetemet.

## Katonai és rendőri szolgálata
Kialakult érdeklődése a repülőmérnöki ismeretek iránt és pilótaengedélyt is szerzett. 1941-ben csatlakozott az amerikai légierőhöz. A Tizenhármas Légierő 5. bombázócsoportja 394. bombázószakasza pilótájaként repült bevetésekre a csendes-óceáni hadszíntéren. 1943. augusztus 2-án a Yankee Doodle nevű B-17-es repülőerőddel szállt fel Espiritu Santoról (Új-Hebridák), amikor a gép egy mechanikai hiba miatt visszazuhant.
Roddenberry összesen 89 bevetésen repült, így megkapta a Distinguished Flying Cross és az Air Medal kitüntetéseket. Mielőtt 1945-ben leszerelt, a Második Világháborús Győzelmi Éremmel is kitüntették.
A katonai szolgálat után Pan American World Airways (Pan Am) légitársaság pilótájaként dolgozott. Polgári repülési dicséretet kapott, miután 1947 júniusában részt vett egy mentésben a Szíriai-sivatagban történt légibaleset után.

Roddenberry elhagyta a Pan Am-et és Los Angelesbe költözött. Hogy megélhetést biztosítson a családjának, 1949. február 1-jén felcsapott rendőrnek. 1953-ra az őrmesterségig vitte az LAPD-nél (Los Angeles Police Department, Los Angeles-i rendőrség). 1956. június 7-én otthagyta a rendőrséget, hogy az írói karrierre összpontosíthasson. Rövid lemondólevelében ezt írta: 
Várható rendőri fizetésemből nem tudom a családomat az elvárt színvonalon fenntartani. Miután valamivel több, mint hét évet töltöttem ebben az állásban, ahol megfelelően kezeltek és a munkakörülmények is élvezhetőek voltak, nagy és őszinte sajnálkozással hoztam meg a döntést.

## Televíziós és filmes pályája
Már rendőrként is írt, ekkor született a Highway Patrol, illetve Have Gun, Will Travel tévé- és rádióváltozatának szövegkönyve. Robert Wesley álnév alatt dolgozott, mert a rendőrségnél tiltották a másodállást.[forrás?] 1957-ben írta a Boots and Saddles westernsorozat „A porosz farmer” című epizódját. Az 1950-es évek végén egy történetét Jack Webbnek, a Mark VII Productions producercég tulajdonosának, akinek annyira tetszett, hogy ennek alapján készült a Dragnet sorozat egyik epizódja.[forrás?]
A szabadúszó író szerepe nem elégítette ki, saját tévéműsort akart csinálni. Első próbálkozását, az APO 923 sorozatot - amelynek csak bemutató epizódja készült el - nem vették meg a tévéhálózatok. 1963-ban azonban az NBC vetíteni kezdte Roddenberry The Lieutenant („A hadnagy”) című sorozatát, amelynek történetei a haditengerészethez kötődtek. Az első epizód sztárja Nichelle Nichols volt. A sorozat egy szezont élt meg. Egyik epizódjának a levetítését, amely a hadseregben élő rasszizmussal foglalkozott, az NBC visszautasította.[forrás?]

### Star Trek
Az 1964-ben született Star Treket Roddenberry a Buck Rogers és Flash Gordon science fiction sorozatok vegyítéseként képzelte el. A Desilu Productions stúdiónak úgy adta el, mint a „csillagokba vivő Wagon Train”. (A Wagon Train az NBC népszerű westernsorozata volt.) A pilot epizód drágább lett, mint a félmillió dollárosra tervezett költségvetése és az NBC mérsékelt lelkesedéssel fogadta. A hálózat rendhagyó módon mégis megrendelt egy második pilot epizódot. A sorozat első részét 1966. szeptember 8-án mutatták be és ezután három szezonon keresztül ment adásba. A műsor alacsony Nielsen minősítésekkel (nézettséggel) kezdett. Az utolsó szezon idején Roddenberry, hogy megmentse a műsort, felajánlotta, hogy elfogad egy alárendelt produceri posztot. A műsort mégsem folytatták és Roddenberry elfogadott egy stábproduceri állást az MGM-nél.[forrás?]
A sorozat számára a szindikált vetítés hozta meg a népszerűséget.
Írók szerint, akik a Star Treknek dolgoztak, Roddenberry sajátjaként adta tovább egyes ötleteiket és hazudott hozzájárulásukról a sorozathoz. Roddenberry emiatt konfrontációra és bocsánatkérésre kényszerült, kritikusai szerint azonban ugyanúgy folytatta tovább.

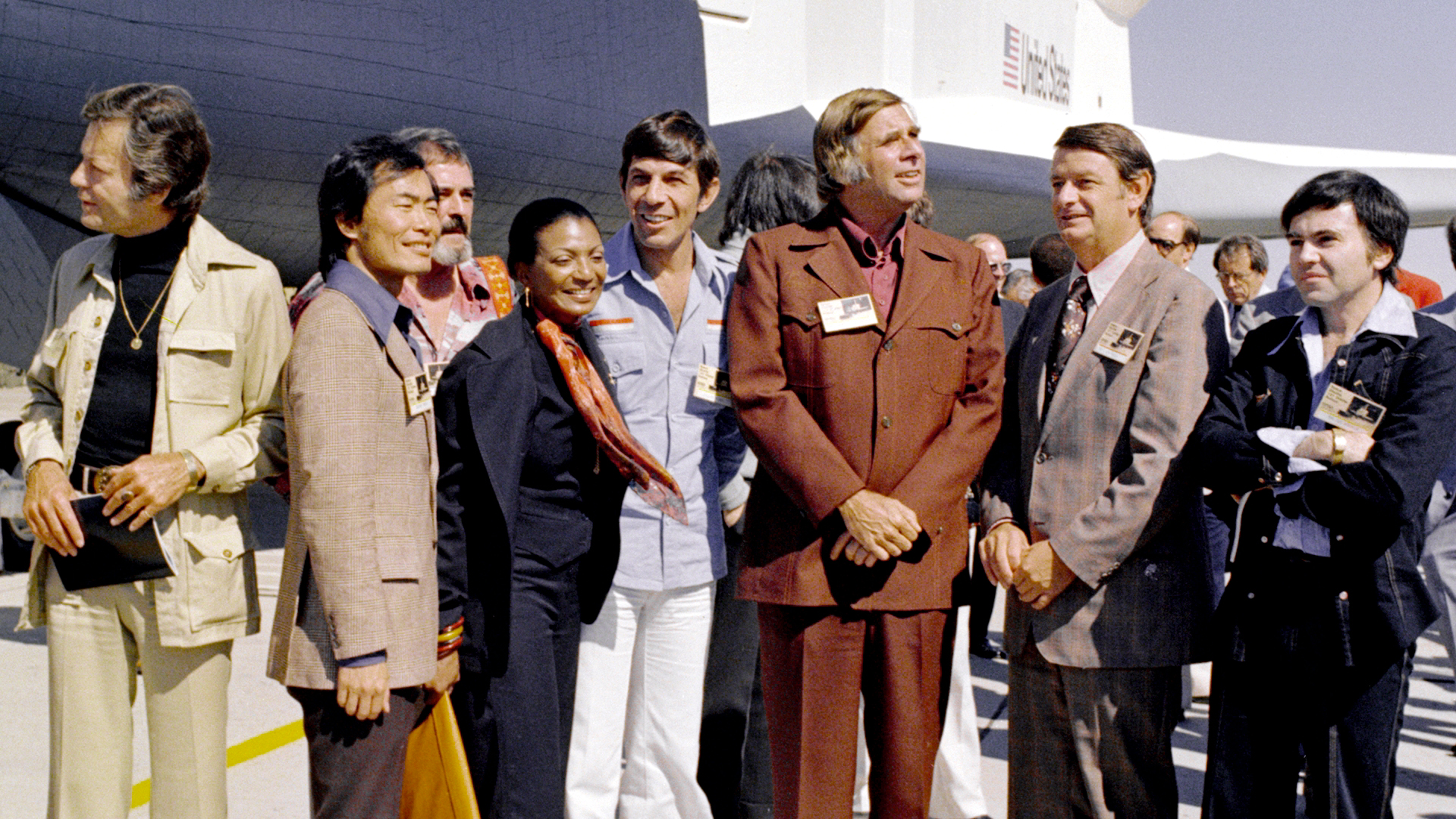
Gene Roddenberry (jobbról a harmadik) 1976-ban a Star Trek szereplőivel, amikor meglátogatták Palmdale-ben az Enterprise űrrepülőgépet.

A Star Trek film- és szövegjogdíjai miatt is érték kritikák Roddenberryt. Magára haragította Alexander Courage zeneszerzőt, magának követelve az epizódok vetítésekor mindig elhangzó zenéért járó jogdíj felét. Később, amikor segített Stephen Whitfieldnek utóbbi The Making of Star Trek („Hogy készült a Star Trek”) című könyvének megírásában, Roddenberry igényt tartott Whitfield jogdíjának felére, és meg is kapta. 1968-ban ezt így magyarázta Whitfieldnek:
„Kellett, hogy valahonnan pénzt kapjak. Az biztos, hogy a Star Trek profitjából nem.”
 Herbert Solow és Robert H. Justman megjegyezték, hogy Whitfield nem bánta meg jogdíja felének elvesztését, mert ezzel megkapta "a lehetőséget, hogy a sikeres sikertelen tévésorozat első krónikása legyen".
1975-től Roddenberry megbízást kapott a Paramounttól, hogy készítse el a Star Trek új sorozatát, az eredeti szereplők közül sokkal. A tervezett sorozat címe II. Fázis volt. A sorozat egy tervezett új tévéhálózatot vezetett volna be (a később a The CW Television Network részévé vált UPN ősét). A Paramount azonban jegelte az új hálózat létrehozását, a tévésorozat helyett ezért egy mozifilmet forgattak le. A végeredmény, a Star Trek: Csillagösvény (1979) langyos kritikai fogadtatást aratott, a filmszínházakban azonban jól teljesített és az 1996-os Star Trek: Kapcsolatfelvétel című filmig a legmagasabb bevételt hozta a Star Trek filmek közt.
Amikor eljött az ideje, hogy folytassák a filmet, Roddenberry azt javasolta, hogy az új történetben az Enterprise űrhajó legénysége keveredjen bele a John F. Kennedy meggyilkolásba, ezt azonban visszautasították. Roddenberryt visszavonták a filmkészítésből, a helyére Harve Bennett került. Roddenberry tanácsadóként mégis részt vehetett a következő négy film elkészítésében (Star Trek II: Khan haragja, Star Trek III: Spock nyomában, Star Trek IV: A hazatérés, Star Trek V: A végső határ).
Az új sorozat, a Star Trek: Az új nemzedék létrehozásában alkotóként és producerként ismét alapvető szerepe volt Roddenberrynek, de csak az első szezon felett gyakorolt teljes kontrollt. A második szezon elkészítésében az amerikai írócéh 1988-as sztrájkja akadályozta meg, ekkor Maurice Hurley producernek kellett átadnia a vezetést. A harmadik szezonra visszatérhetett, egészsége azonban romlóban volt és fokozatosan át kellett adnia a vezetést Rick Bermannek és Michael Pillernek.
A Star Trek VI: A nem ismert tartomány volt az utolsó film a Star Trek sorozat eredeti szereplőgárdájával. A filmet Roddenberrynek dedikálták. Állítólag halála előtt néhány nappal látta is a film egyik korai verzióját. William Shatner Star Trek Movie Memories (Star Trek filmemlékek) című könyvében azt állította, hogy miután egy magánvetítésen megnézte a filmet, Roddenberry rögtön listát készített a változtatási javaslatairól, de mire titkára kézbesítette a listát, Roddenberry meghalt.[forrás?]
Filmes és tévés munkája mellett Roddenberry a szerzője a Star Trek: Csillagösvény regényváltozatának is. A regényt 1979-ben adták ki és első volt a több száz Star Trek regénynek, amelyet a Paramount közvetett tulajdonában álló Simon & Schuster Pocket Books vállalkozása adott ki. Volt olyan pletyka, hogy a könyvet valójában Alan Dean Foster, a film szövegkönyvszerzője írta. Foster ezt saját honlapján cáfolta. Roddenberry beszélt róla, hogy írna egy második Star Trek könyvet is a visszautasított 1975-ös kézirat alapján (ez szólt a Kennedy-gyilkosságról), de meghalt, mielőtt ezt meg is tehette volna.
Bár élete vége felé befolyása a Star Trek munkáira csökkent, a Star Trek sorozatok tulajdonosánál, a Paramountnál tiszteletnek örvendett. A stúdió kérésére vette ki a Star Trek animációs sorozatot a hivatalos Star Trek kánonból. (2007-ben az animációs sorozat bekerült a hivatalos Star Trek internet oldal könyvtár részébe.) A Star Trek kronológia (The Star Trek Chronology) kézikönyv szerint az ötödik és hatodik Star Trek film egyes részeit apokrifnek tartotta, annak jeléül, hogy ezeket ki akarta venni a Trek kánonból.[forrás?]
A Star Trek Roddenberry után több sorozattal folytatódott: Star Trek: Deep Space Nine, Star Trek: Voyager és a Star Trek: Enterprise.

## Magánélete
1942-ben vette feleségül Eileen Rexroatot. Két lányuk született, Darlene és Dawn. Az 1960-as években Roddenberrynek viszonya volt Nichelle Nichols-szal (Nichols szerint Roddenberry ezért is akarta, hogy a színésznő szerepeljen a Star Trekben). és Majel Barrett-tel is. Huszonhét évvel első házasságkötése után elvált és 1969. augusztus 6-án Japánban sintó szertartás szerint feleségül vette Barrettet. Fiuk Eugene Wesley Jr., aki Rod Roddenberry néven vált ismertté.
Bár a déli baptista hitben nevelkedett, Roddenberry humanistának és agnosztikusnak tartotta magát. A vallást háborúk és szenvedés okozójának tekintette. A Föld jövőjét úgy képzelte el, hogy mindenki ateista, és ez így jobb.
Az Űr Alapítvány (Space Foundation) 2002-ben a Douglas S. Morrow Közjó Díjjal (Douglas S. Morrow Public Outreach Award) jutalmazta Roddenberryt és Majelt, hozzájárulásukért a világűrrel kapcsolatos tudatosság és lelkesedés növeléséhez.

## Magyarul
- Csillagösvény; ford. Bartos Tibor; Gondolat–Talentum, Bp., 1992 (Star trek. Az Enterprise űrhajó)

## Fordítás
- Ez a szócikk részben vagy egészben  a   Gene Roddenberry című angol Wikipédia-szócikk ezen változatának fordításán alapul.  Az eredeti cikk szerkesztőit annak laptörténete sorolja fel. Ez a jelzés csupán a megfogalmazás eredetét és a szerzői jogokat jelzi, nem szolgál a cikkben szereplő információk forrásmegjelöléseként.

### A szereplők önéletírásai
- Doohan, James and transcribed by Peter David. Beam Me Up, Scotty: Star Trek's "Scotty" in his own words. ISBN 0-671-52056-3
- Koenig, Walter. Warped Factors: A Neurotic's Guide to the Universe. ISBN 0-87833-991-4
- Nichols, Nichelle. Beyond Uhura: Star Trek and Other Memories. ISBN 1-57297-011-1. Published 1995
- Nimoy, Leonard. I Am Not Spock. ISBN 978-0-89087-117-1. Published 1977
- Nimoy, Leonard. I Am Spock. ISBN 978-0-7868-6182-8. Published 1995
- Shatner, William and transcribed by Chris Kreski. Star Trek Memories. HarperCollins. ISBN 0-06-017734-9; ISBN 978-0-06-017734-8. Published 1993
- Shatner, William and transcribed by Chris Kreski. Star Trek Movie Memories. HarperCollins. ISBN 0-06-017617-2. Published 1994
- Solow, Herbert F. and Robert H. Justman. Inside Star Trek: The Real Story. ISBN 0-671-89628-8. Published 1999
- Takei, George. To The Stars: The Autobiography of George Takei: Star Trek's Mr Sulu. ISBN 0-671-89008-5. Published 1994
- Whitney, Grace Lee and transcribed by Jim Denney. The Longest Trek: My Tour of the Galaxy. Foreword by Leonard Nimoy. ISBN 1-884956-05-X; ISBN 978-1-884956-05-8. Published 1998